# Municipio de Gateshead
Gateshead es un distrito metropolitano con el estatus de municipio, ubicado en el condado de Tyne y Wear (Inglaterra). Tiene una superficie de 142,35 km². Según el censo de 2001, Gateshead estaba habitado por 191 151 personas y su densidad de población era de 1342,82 hab/km².